# Parität (Mathematik)

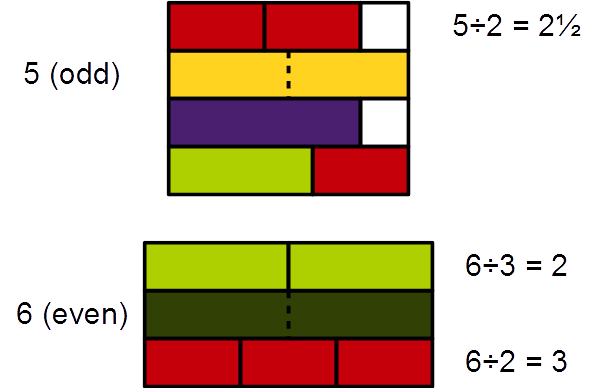
Cuisenaire-Stäbchen zur Veranschaulichung der Teilbarkeit von fünf und sechs durch zwei

Eine ganze Zahl heißt gerade, wenn sie ohne Rest durch zwei teilbar ist; andernfalls heißt sie ungerade. Die Menge der ganzen Zahlen wird dadurch in zwei gleichmächtige disjunkte Teilmengen zerlegt. Diese Parität (von lateinisch paritas „Gleichheit, gleich stark“) ist bei vielen Fragestellungen eine hilfreiche Invariante und zählt zu den wichtigen Hilfsmitteln in der elementaren Zahlentheorie.

## Gerade und ungerade Zahlen

### Definition
Eine natürliche oder ganze Zahl heißt gerade, wenn sie durch zwei teilbar ist, ansonsten ungerade. Gerade Zahlen werden durch {\displaystyle \pm 2k} charakterisiert, ungerade Zahlen durch {\displaystyle \pm 2k+1} für beliebiges {\displaystyle k\in \mathbb {N} _{0}}. Dementsprechend wird die Null als gerade angesehen.
Das heißt, ungerade Zahlen hinterlassen bei Division durch 2 stets einen Rest von 1, gerade Zahlen den Rest 0. Sie werden also durch ihre prime Restklasse modulo Zwei charakterisiert. Da {\displaystyle (-1)^{0}=1} und {\displaystyle (-1)^{1}=-1} gilt, wird die Parität manchmal auch mit positivem oder negativem Vorzeichen symbolisiert, siehe auch: Paritätsbit. Allerdings ist es falsch, das Vorzeichen von positiven und negativen Zahlen als Paritätseinteilung zu verstehen.

### Rechenregeln
Die Rechenregeln für Paritäten folgen den Gesetzen des Restklassenkörpers mit den zwei Elementen Null und Eins. Diese stehen dabei für die entsprechenden Reste modulo 2 und damit für gerade oder ungerade. Insbesondere erhält Quadrieren die Parität.
| + | 0 | 1 |
| 0 | 0 | 1 |
| 1 | 1 | 0 |

| * | 0 | 1 |
| 0 | 0 | 0 |
| 1 | 0 | 1 |

Im Dezimal-, Binär- und allgemein in jedem Stellenwertsystem mit gerader Basis erkennt man die Parität daran, ob die letzte Ziffer durch 2 teilbar ist.

### Bemerkungen
- Die Hausnummern in vielen europäischen Städten laufen wechselseitig, so dass gerade und ungerade Nummern je auf einer Straßenseite liegen (Orientierungsnummerierung). Die Idee beruht auf der einfacheren Fortführung der Nummerierung bei einer späteren Verlängerung der Straße.
- In vielen europäischen Ländern haben die Nord-Süd-Autobahnen eine ungerade Nummer und die West-Ost-Autobahnen eine gerade.
- Die geraden Zahlen bilden ein Ideal im Ring der ganzen Zahlen, die ungeraden tun dies nicht. Die geraden Zahlen sind die Folge A005843 in OEIS, die ungeraden sind die Folge A005408 in OEIS.
- Im Englischen wird die Zahl 2 manchmal als „the oddest prime“ bezeichnet. Dies ist ein Wortspiel mit den Bedeutungen merkwürdig und ungerade des Wortes odd, denn die Primzahl 2 ist eine besondere oder merkwürdige (odd) Primzahl, da sie als einzige nicht ungerade (odd) ist.
- Eine natürliche Zahl {\displaystyle n\geq 1} kann stets eindeutig als Produkt einer (geraden) Zweierpotenz und einer ungeraden Zahl {\displaystyle u} geschrieben werden: {\displaystyle n=2^{s}\cdot u}, wobei {\displaystyle s\geq 0} und {\displaystyle u\geq 1}
- Jede bisher bekannte vollkommene Zahl ist gerade. Ob ungerade vollkommene Zahlen überhaupt existieren, ist noch unbekannt.
- Euklids Beweis der Irrationalität der Wurzel aus 2 beruht zum großen Teil auf Paritätsvergleichen.
- Wenn man für {\displaystyle g} eine gerade und für {\displaystyle u} eine ungerade Zahl einsetzt, gilt {\displaystyle (-1)^{g}=1} und {\displaystyle (-1)^{u}=-1}.

## Verallgemeinerungen
Das Konzept der Parität wird in vielen Bereichen der Mathematik auch allgemeiner angewandt:
- Eulers Leistung bei der Lösung des Königsberger Brückenproblems liegt in dem abstrakten Ansatz: Hat man erstmal verstanden, wie ein Stadtteil mit Wegen als Graph aufgefasst werden kann, so erkennt man leicht, dass ein geschlossener Rundgang über alle Wege nur dann existieren kann, wenn an jedem Punkt eine gerade Anzahl von Linien abgeht – denn jeden Punkt, den man verlässt, muss man über einen anderen Weg erreicht haben. Beim Königsberger Problem war dies nicht der Fall; ein geschlossener Weg ist dort nicht möglich. Auch dies zählt zu den klassischen Paritätsargumenten.
- Der Beweis der Unlösbarkeit des originalen 15-Puzzles wird mit Hilfe einer Parität geführt, die letztendlich auf der Parität von Permutationen beruht. Mit ihr kann angegeben werden, inwieweit zwei Steine vertauscht sind oder nicht. Der gleiche Ansatz schließt bei dem Zauberwürfel alle Stellungen aus, bei denen nur zwei Kantensteine oder nur zwei Ecksteine vertauscht wären, bzw. nur ein Kantenstein oder ein Eckstein gedreht ist.
- Die partielle Unterteilung einer Menge von Funktionen in gerade und ungerade Funktionen kann nur mit Einschränkungen als Parität dienen.
- Die Parität der Ordnung von Null- und Polstellen liefert einige Informationen, so kommt es bei ungeraden Null- oder Polstellen von reellwertigen Funktionen stets zu einem Vorzeichenwechsel.
- Um die Parität von anderen mathematischen Objekten angeben zu können, muss mindestens eine sinnvolle Abbildung existieren, die jedem dieser Objekte eine ganze Zahl zuordnet. Insbesondere muss Division mit Rest möglich sein, für eine beliebige reelle Zahl lässt sich beispielsweise keine Parität angeben.